# 32014 Bida
32014 Bida è un asteroide della fascia principale. Scoperto nel 2000, presenta un'orbita caratterizzata da un semiasse maggiore pari a 2,2129064 UA e da un'eccentricità di 0,2444157, inclinata di 6,54183° rispetto all'eclittica.